# Dramatismo
Dramatismo é uma teoria interpretativa nos estudos da comunicação, esta foi desenvolvida por Kenneth Burke como uma forma de analisar o discurso público. Dramatismo enfoca o papel do crítico e sua responsabilidade de revelar os motivos de um orador. Nesta teoria Burke discute duas idéias importantes - que a vida é drama e que o motivo final da retórica é a purgação de culpa.
Em seus escritos se elaboram o conceito de"ação simbólica" e a noção de "dramatismo", comparando a interação humana ao teatro. Pensamento e linguagem são formas de ação.